# Vicious Cycle
Vicious Cycle dvanaesti je studijski album sastava Lynyrd Skynyrd. Pjesma "Mad Hatter" posvećena je Leonu Wilkesonu koji je preminuo za vrijeme snimanja albuma.

## Popis pjesama
1. "That's How I Like It" – 4:33
2. "Pick Em Up" – 4:20
3. "Dead Man Walkin'" – 4:30
4. "The Way" – 5:32
5. "Red White & Blue (Love it or Leave)" – 5:31
6. "Sweet Mama" – 3:59
7. "All Funked Up" – 3:33
8. "Hell or Heaven" – 5:14
9. "Mad Hatter" – 5:38
10. "Rockin' Little Town" – 3:36
11. "Crawl" – 5:09
12. "Jake" – 3:41
13. "Life's Lessons" – 5:59
14. "Lucky Man" – 5:35
15. "Gimme Back My Bullets" – 3:41

## Osoblje
Lynyrd Skynyrd
- Johnny Van Zant - glavni vokali
- Gary Rossington - gitara
- Billy Powell - klavijature
- Ean Evans – bas guitara
- Michael Cartellone - bubnjevi, udaraljke
- Rickey Medlocke – gitara, prateći vokali
- Hughie Thomasson – gitara, prateći vokali
- Kid Rock – vokali na "Gimme Back My Bullets"
- Leon Wilkeson - bas-gitara ("The Way" i "Lucky Man")

Dodatni glazbenici
- Dale Krantz Rossington - prateći vokali
- Carol Chase - prateći vokali